# Slot (formație)
Slot (Rusă: Слот) este o formație rusă de nu metal din Moscova, câștigătoare a mai multe premii și nominalizări RAMP. 

## Istorie
Slot s-a format în 2002 la Moscova, Rusia. În 2003 au lansat albumul lor de debut, "SLOT 1". Albumul a fost scos de către casa de discuri "Mistery Of Sound". Video-ul de debut, "Odni" a fost în rotație la MTV și pe alte canale majore pentru circa 6 luni. Zece mii de copii ale albumului au fost vândute internațional.
În Toamna anului 2005, grupul a fost nominalizat la Premiile RAMP, secțiunea "The best vocal of the year". Împreună cu Korn, Slot au cântat la Palatul de Gheață din St.Petersburg și la MSA, Moscova în 2006.
Grupul a fost autor al nenumărate soundtrack-uri pentru filme ca "Day Watch", "Pirat", "Bumer" și " Vânând Piranha". They have also been featured on compilations such as Nashestvie, Scang Fest și Rock Watch.
În primăvara lui 2006 și-au lansat propria pagină Myspace din cauza constantei cerințe a fanilor de pretutindeni. în prima lună, band-ul a înregistrat peste 1000 vizite și peste 20,000 accesări ale player-ului Myspace.
În Toamnă 2006, Slot a lansat cel de-al doilea lor album, 2 войны („2 Războaie”), având un succes imens cu hitul cu același nume. Videoclipul melodiei a fost transmis pe mai multe stații naționale de televiziune (MTV Rusia, Muz TV, A1, O2TV și Music BOX ). Albumul a vândut opt mii de copii în primele douăsprezece săptămâni de la lansare.
Dtorită succesului masiv al albumului și al single-ului, grupul a fost încă o dată nominalizat la prestigiosul Premiu RAMP în patru categorii. Ei au fost singurul band cu acest număr de nominalizări pe 2006.
În 2007 au lansat un al treilea album, foarte așteptatul album Тринити („Trinitate”). Videoclipul pentru primul single, Мёртвые Звёзды („Stele Moarte”), a fost lansat pe internet și pe stațiile video naționale în cel de-al patrulea sfert al anului 2007.

## Albume
- 2003 "SLOT1"
- 2004 "SLOT1" (Incluzând Night Watch OST)
- 2006 2 войны („2 Războaie”)
- 2007 2 войны Ediție Limitată
- 2007 две войны („Două Războaie”)(cu Nookie)
- 2007 Тринити („Trinitate”)
- 2009 4ever

### Single-uri
- 2007 Мёртвые Звёзды [digital] („Stele Moarte”)
- 2007 Тринити [digital] („Trinitate”)
- 2009 Alfa-Romeo + Beta-Julieta
- 2009 А.Н.И.М.Э.

### Altele
- 2007 СЛОТ_festival v.1
- 2008 киСЛОТа
- 2008 Extreme Girlzz Fest

### DVD-uri
- 2008 Live&Video (Concert în cadrul "Triniti-round" în TELE-club Yekaterinburg + colecția de videoclipuri)

## OST și Compilații
- 2003 OST "Bumer"
- 2003 Compilația "Nashestvie XIV"
- 2004 Compilația "SCANG FEST 3"
- 2004 Compilația "Rock Maraphon"
- 2005 Compilația "RAMP 2005"
- 2006 OST "Piranha hunting"
- 2006 Compilația "Russian Alternative" 2006
- 2007 OST "Shadow Fight 2"

## Premii și Nominalizări
- Premiile RAMP 2005 - Best Vocal Of The Year (câștigat)
- Premiile RAMP 2006 - Hit-ul Anului (câștigat), Albumul Anului, Band-ul Anului (nominalizare)
- Premiile RAMP 2007 - Band-ul Anului (nominalizare)
- Premiile RAMP 2008 - Crip of the year (nominalizare),Albumul Anului (nominalizare),Hit-ul Anului (nominalizare),Soundtrack-ul Anului (nominalizare),Band-ul Anului (nominalizare)